# 塞尔希奥·阿里瓦斯
塞尔希奥·阿里瓦斯·卡尔沃（西班牙語：Sergio Arribas Calvo，2001年9月30日—），西班牙马德里人，职业足球运动员，效力于西班牙足球甲级联赛的阿爾梅里亞队，场上位置为前腰。